# 1967 en fantasy
| Années de la fantasy : 1964 - 1965 - 1966 - 1967 - 1968 - 1969 - 1970    |
| Décennies de la fantasy : 1930 - 1940 - 1950 - 1960 - 1970 - 1980 - 1990 |

L'année 1967 a été marquée, en matière de fantasy, par les événements suivants.

## Naissances et décès

### Naissances
- 29 juin : Olivier Romac, auteur et illustrateur français.

## Romans - Recueils de nouvelles ou anthologies - Nouvelles
- La Foi de nos pères, nouvelle de Philip K. Dick parue dans l'anthologie Dangereuses Visions